# Gigi von Arosa
Gigi von Arosa (im Original schweizerdeutsch: Gigi vo Arosa) ist der Titel eines 1975 veröffentlichten Schlagers von Ines Torelli sowie der Übername des im Liedtext behandelten (eigentlich fiktiven) Skilehrers Daniel Meisser.

## Entstehungsgeschichte
Hans Gmür als Texter lancierte mit Ines Torelli auf Initiative des Trio Eugsters Ende 1974 eine humoristische schweizerdeutsche Adaption von Dalidas Gigi l’Amoroso. Zusammen mit dem örtlichen Kurverein ersannen sie die Figur des gutaussehenden und braungebrannten Skilehrers aus Arosa, der sich nicht bloss um die skitechnischen Bedürfnisse seiner (weiblichen) Kundschaft zu kümmern versteht. Obwohl die Erwartungen der Produzenten anfänglich nicht allzu gross waren, wurde Gigi vo Arosa in der Deutschschweiz ein beachtlicher Erfolg mit einem grossen und andauerndem Wiedererkennungswert. Im Rahmen der Showstaffel 2008 von Die grössten Schweizer Hits feierte das Lied mit Ines Torelli ein Revival, was massgebend zum nach wie vor hohen Bekanntheitsgrad des Titels beitrug.

## Daniel Meisser als Gigi von Arosa
Mit Blick auf die am 29. Januar 1975 im Zürcher Lokal Mascotte stattfindende Schallplattentaufe suchte das Schweizer Fernsehen eine geeignete Person, die den Protagonisten des Lieds glaubhaft verkörpern konnte und wandte sich zu diesem Zweck an die Skischule Arosa. In einer skischulinternen Wahl wurde schliesslich der 27-jährige Skilehrer und Vorstandsaktuar Daniel Meisser knapp vor seinem Berufskollegen Aldo Rubitschon zum «offiziellen» Aroser Gigi erkoren und zur Plattentaufe abdelegiert. Dieser wohnte er als «Dekoration» von Ines Torelli bei und überbrachte der Sängerin einen Blumenstrauss.
Es folgten verschiedene weitere Auftritte Meissers in dieser Rolle, und er entschloss sich, bei der Gelegenheit eigene, von Fritz Trippel komponierte Lieder wie Skiplausch im Schnee oder Prost Arosa! zum Besten zu geben. Da sich der kommerzielle Erfolg dieser Eigenproduktionen in Grenzen hielt, konzentrierte sich Meisser jedoch bald wieder auf seine angestammte berufliche Tätigkeit. Heute arbeitet Daniel Meisser als Architekt in Arosa. Den Skilehrerberuf hat er zwar schon lange an den Nagel gehängt, doch noch immer ist seine Person als «Gigi von Arosa» gefragt, sei es in den Medien oder etwa im Rahmen von Sonderausstellungen zum Skisport im Schanfigger Heimatmuseum.

## Varia
Durch seine landesweite Bekanntheit ist der Gigi von Arosa regelmässig Vorbild von Spitznamen für (männliche) Personen aus Arosa, wie etwa bei Sven Lindemann. Auch die durch Marco Rima verkörperte Hauptperson des Schweizer Spielfilms Champions, Gigi Poltera, nimmt als (fiktiver) Sohn von Gebi Poltera indirekt Bezug auf den berühmten Skilehrer. Im Hinblick auf die neue Skigebietsverbindung Arosa – Lenzerheide wurde die Figur des Gigi zusammen mit dem (ebenfalls fiktiven) «Lenzer-Heidi» als Teil eines neuen touristischen «Traumpaars» marketingmässig reaktiviert. Das Theaterstück «Schnee von gestern» nimmt mit dem vom Aroser Schauspieler Christian Sprecher verkörperten Skilehrer «Gianni vo Arosa» ebenfalls Anleihen bei Gigi von Arosa.